# Martha Cajías
Martha Cajías (La Paz, 29 de julio de 1958-La Paz, 8 de octubre de 2012) fue una artista plástica boliviana.

## Biografía
Hija del historiador Huáscar Cajías y la menor de diez hermanos.
En 1974 inició los estudios de arte en la Facultad de Arquitectura y Artes de la Universidad Mayor de San Andrés, con los maestros bolivianos María Esther Ballivián, Gustavo Lara, Gonzalo Rodríguez, Walter Solón (quien le mostró por primera vez un telar), Sonia Tudela, Gastón Ugalde y Roberto Valcárcel. 
Estudió dibujo y cerámica en la Escuela de Bellas Artes en 1976, y en 1980 con Roberto Valcárcel. En 1986 realizó un taller de dibujo y cerámica Universidad de California en Davis. Estudió grabado en 1992 con Eugene Oregon.
Tomó clases de arte textil con Amalia Carreño en la ciudad de Cochabamba. Fue aprendiendo con una mujer de la comunidad Kaata que se alojaba en la casa de un kallawaya. Más tarde conoció a una tejedora tarabuqueña y a una niña aimara quienes le enseñaron a hacer cintillos usando el dedo del pie y a hilar haciendo girar la rueca.
Es autora, junto a Teresa Gisbert y Silvia Arze, el libro Arte textil y mundo andino (1987).
Exploró diferentes estilos y técnicas entre ellos el lápiz negro, la cajita infantil de colores, la acuarela, el óleo, el batik, las lanas y sus mágicos entuertos; la cerámica, los tintes con plantas milenarias, los objetos cotidianos de paja, piedra, raíz o tela, las técnicas mixtas.

## Exposiciones

### Colectivas
- Batiks y Cerámicas, Galería Trazos; La Paz, agosto de 1989.
- Exhibición de Arte Boliviano Contemporáneo Anglo Americano
- Women Club de La Paz, La Paz, septiembre de 1990.
- Escultura en cerámica, Galería Arte Único de La Paz, Bolivia, octubre de 1994.
- Galería Espacio ―Simón I Patiño, La Paz,Bolivia, noviembre de 1998.
- Telas y escultura en piedra. Galería Espacio Simón I Patiño, 1999.
- Hecho a mano. Alternativa Centro de Arte, La Paz, Bolivia [2001]
- Objetos de arte. Galería Nota, La Paz, Bolivia 2001

### Individuales
- Cerámica, batik y dibujo; Espacio Salón Portales, La Paz Bolivia, abril de 1986.
- Cerámica batik, dibujos, Salón Gíldaro Antezana, Cochabamba, noviembre de 1986.
- Batik y otras técnicas textiles, Espacio Portales de la ciudad de La Paz, abril de 1989. Batik y otras técnicas textiles, Espacio Portales La Paz de abril de 1994. Dibujos, batiks, técnicas mixtas; Galería el Salar, La Paz, noviembre de 1998. Dibujos, batiks, técnicas mixtas; Casa de la Cultura de Quito – Ecuador, marzo de 1999.
- De lunas, lluvias y granizos. Espacio Simón I. Patiño, La Paz y Centro Pedagógico y Cultural Simón I. Patiño, Cochabamba.
- En febrero de 2012, Martha Cajías presentó su última exposición pública"Rituales cotidianos: atar, moler, guardar. La levedad de lo terrenal", en elEspacioSimón I Patiño en la zona de Sopocachi de LaPaz.[3]